# Diepenbeek

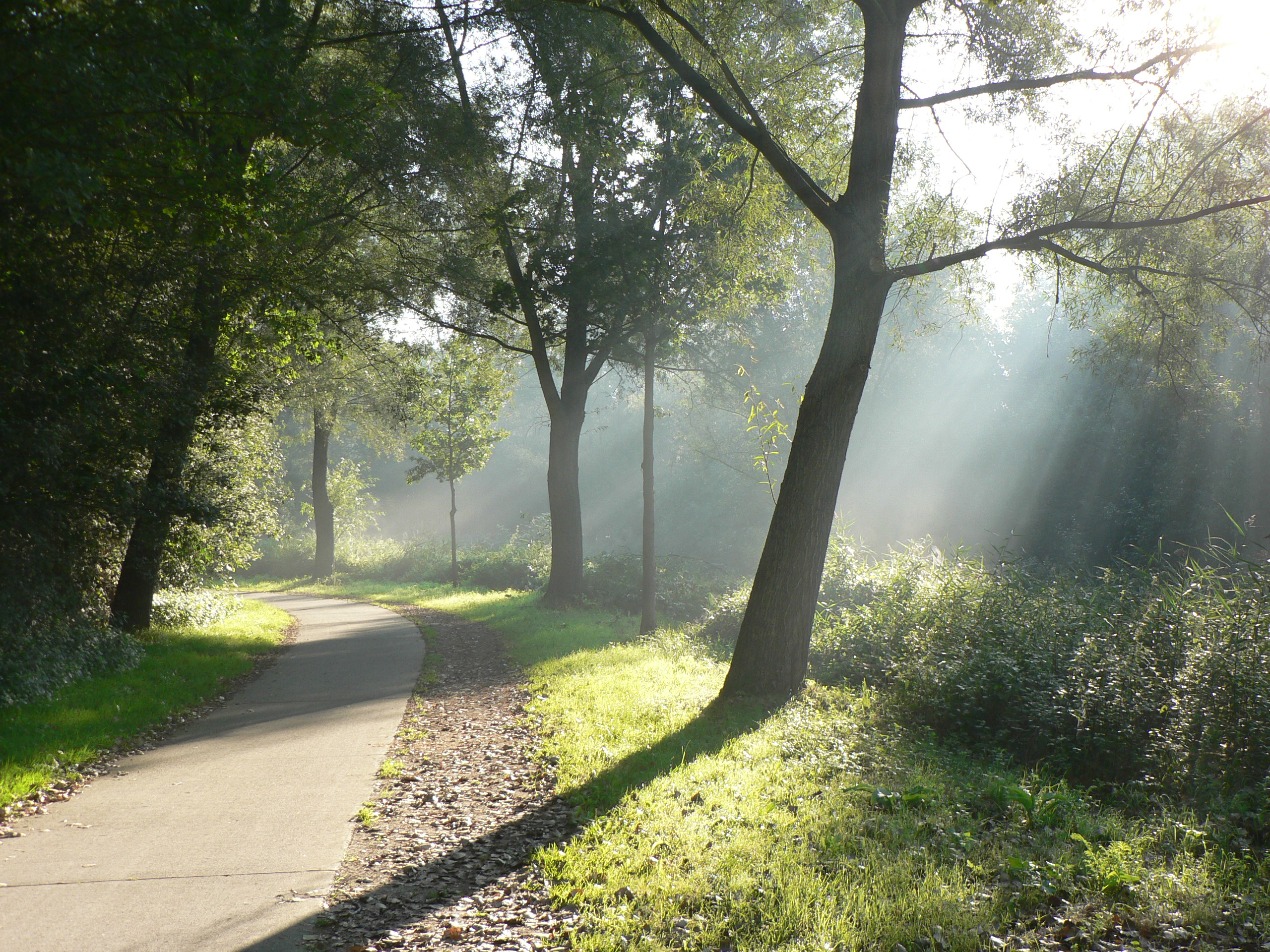

Diepenbeek là một đô thị ở tỉnh Limburg gần Hasselt. Tại thời điểm ngày 1 tháng 1 năm 2006, Diepenbeek có dân số 17.706 người. Tổng diện tích là 41,19 km² với mật độ dân số 430 người trên mỗi km².
Tại đây có Đại học Hasselt. Công viên khoa học Limburg nằm trong khuôn viên đại học này.